# Поздеев, Иван Иванович
Иван Ива́нович Позде́ев (13 марта 1858 — 1928, Москва) — русский и советский архитектор. Большинство построек И. И. Поздеева отнесены к категории охраняемых объектов культурного наследия.

## Биография
Младший брат архитектора Н. И. Поздеева. В 1881 году окончил Московское училище живописи, ваяния и зодчества со званием неклассного художника архитектуры. В 1883 году окончил Императорскую Академию художеств со званием классного художника архитекторы 2-й степени. В 1879—1882 годах служил архитектором в Московской уездной и Губернской земской управах. В 1887—1889 годах являлся городским архитектором Рыбинска. С 1890 года постоянно проживал в Москве. В 1893—1911 годах работал сначала сверхштатным техником Строительного отделения Московского губернского правления, затем был зачислен в штат. После смерти брата заканчивал строительство дома Игумнова. В 1899 году был удостоен ордена Святой Анны 2-й степени. В 1900—1903 годах служил архитектором при Московских родовспомогательных заведениях. В 1903 году И. И. Поздеев был утверждён в должности архитектора Храма Христа Спасителя. Являлся членом Комиссии по постройке храма Александра Невского.
Владел собственным доходным владением в Москве (Нащокинский переулок, 4), жил на Волхонке, 9/13.
Скончался в 1928 году в Москве, похоронен на Ваганьковском кладбище; могила утрачена.

## Постройки

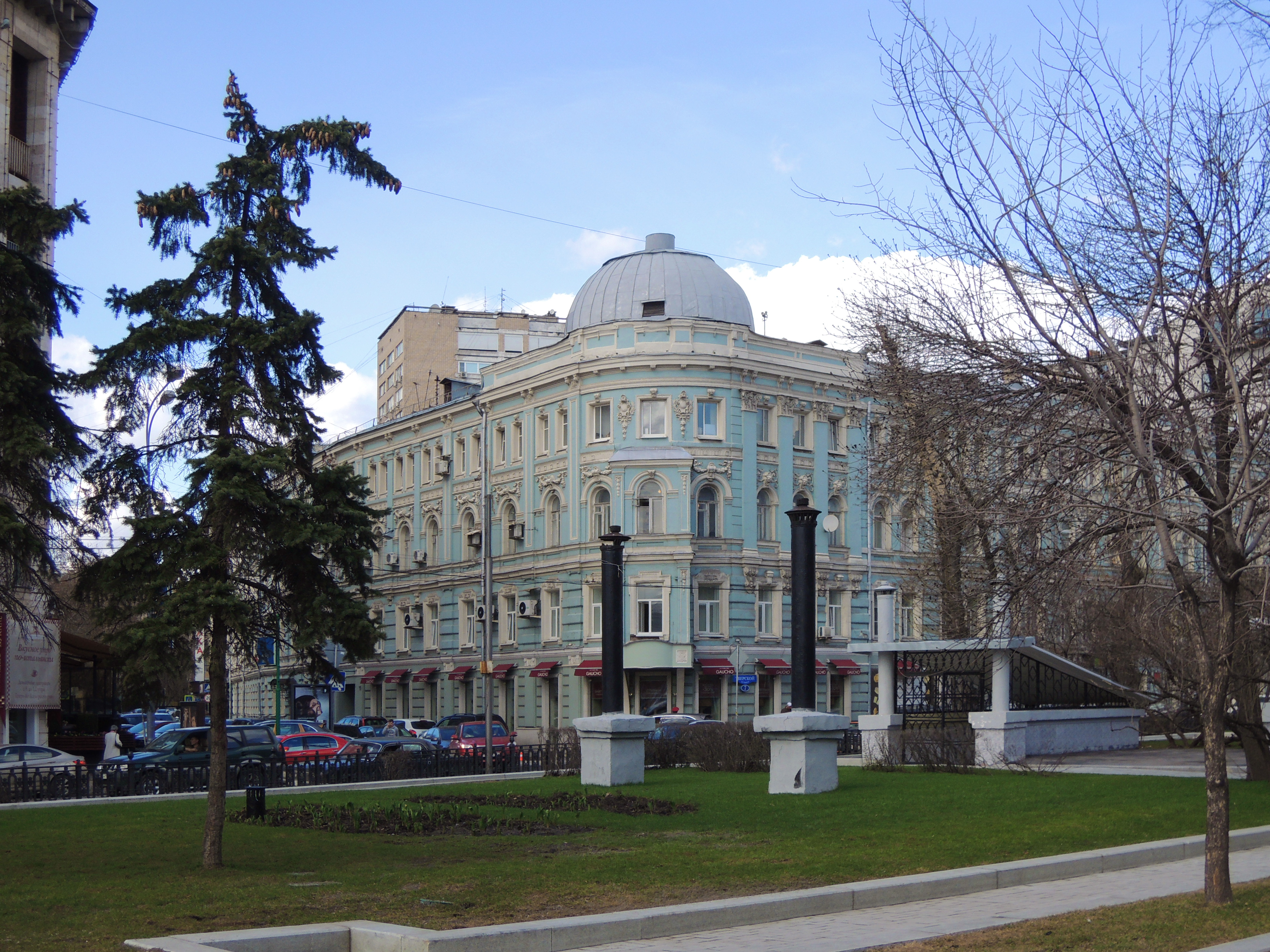
Тверской бульвар № 7/2 — доходный дом «Общества для пособия нуждающимся студентам Императорского Московского Университета» (1882, архитекторы В. П. Загорский, Н. Д. Струков, И. И. Поздеев), объект культурного наследия регионального значения

- Перестройка собственного особняка (1891, Москва, Нащокинский переулок, 4), выявленный объект культурного наследия[1];
- Александровский приют для неизлечимо больных и калек комитета Христианская помощь «Общества Красного Креста» (1892, Москва, Борисоглебский переулок, 9), выявленный объект культурного наследия[1];
- Завершение строительства и отделочные работы в особняке Игумнова (1893, Москва, Улица Большая Якиманка, 43);
- Перестройка здания театра (1894, Москва, Малая Бронная улица, 2/7 — Тверской бульвар, 7/2), объект культурного наследия регионального значения[1];
- Перестройка приделов храма Тихвинской иконы Божией Матери (начало 1890-х, Ногинск, улица Рабочая, 2)[6];
- Жилой флигель с концертным залом «Романовка» — доходный дом с конторами (1880-е — 1890-е, Москва, Малая Бронная улица, 4, строение 2), объект культурного наследия регионального значения[1];
- Доходный дом Н. М. Борщова (1880-е — 1890-е, Москва, Большой Афанасьевский переулок, 22), объект культурного наследия регионального значения[1];
- Доходный дом Н. М. Борщова (1880-е — 1890-е, Москва, Филипповский переулок, 9), объект культурного наследия регионального значения[1];
- Доходный дом (1890-е — 1900-е, Москва, Арбат, 6/2 — Арбатский переулок, 2/6), объект культурного наследия регионального значения[1];
- Городская купеческая усадьба Иконниковых — Н. П. Аваева, совместно с М. Ф. Бугровским (конец XIX в., Москва, Садовническая улица, 41), объект культурного наследия регионального значения[1];
- Церковь Воскресения Словущего во дворе общины «Утоли моя печали» (1903, Москва, Улица Госпитальный Вал, 2), объект культурного наследия регионального значения[1];
- Часовня (1906, с. Поповка (Поповкино) Волоколамского уезда), не сохранилась[7];
- Зеленовская суконная фабрика (новый производственный корпус с водонапорной башней; 1908, Балашиха), объект культурного наследия регионального значения, уничтожена в середине 2000-х при строительстве микрорайона «Жемчужина Балашихи»[8];
- Фабрика Троекуровых (?, с. Любочаны Подольского уезда);
- Храм Святой Равноапостольной Марии Магдалины в имении «Царь-Дар» (1900—1902, пос. Лоза Сергиево-Посадского района Московской области)[9];
- Ряд небольших домов на окраине Москвы.